# Lac Artigny
Der Lac Artigny ist ein See in der Verwaltungsregion Nord-du-Québec der kanadischen Provinz Québec.

## Lage
Der Lac Artigny liegt ungefähr 260 km westlich von Fermont sowie nordwestlich des Lac Wahemen in Zentral-Labrador. Der See liegt im Bereich des Kanadischen Schildes auf 537 m Höhe. Eine am westlichen Seeufer gelegene Anhöhe überragt den See um 100 m.
Der 34 km² große Lac Artigny hat eine Längsausdehnung in SSW-NNO-Richtung von 20 km. Seine maximale Breite beträgt 3,4 km. Das Wasser der beiden östlich gelegenen Seen Lac Naococane und Lac Ango fließt dem Lac Artigny zu. Der Lac Artigny wird über den Rivière Nichicun, ein Quellfluss des La Grande Rivière, vom Südwestufer zum nahe gelegenen Lac Nichicun entwässert. 

## Namensgebung
Der Lac Artigny wurde nach Louis Rouer d’Artigny (1667–1744) benannt, einer Persönlichkeit der Aristokratie zur Zeit Neufrankreichs.